# Carlos Richard Díaz
Carlos Richard Díaz (Montevideo, 4 febbraio 1979) è un ex calciatore uruguaiano, di ruolo centrocampista.

## Caratteristiche tecniche
Gioca come centrocampista o come difensore di fascia destra.

## Carriera

### Club
A diciotto anni iniziò la carriera professionistica nel Defensor Sporting, società della propria città natale; si stabilì presto come titolare, tanto da ottenere la convocazione in Nazionale al primo anno in prima squadra. Con la società dalla maglia viola rimase per dieci anni, arrivando a disputare la Liguilla Pre-Libertadores de América nel 2000, vincendola, nel 2003 e nel 2006. Nel 2007 si trasferì al Peñarol, ma vi transitò brevemente, dato che con il club disputò una sola stagione, non arrivando a superare le sette presenze. La prima esperienza all'estero arrivò con il trasferimento, nel 2008, all'Atlético Bucaramanga, squadra colombiana; ancora una volta, il periodo lontano dal Defensor fu poco fruttuoso e si concluse con una sola partita all'attivo. Tornato alla società originaria, Díaz partecipò alle vittorie in campionato del 2007 e del 2008, prendendo parte alle conseguenti competizioni internazionali, Copa Libertadores e Copa Sudamericana.

### Nazionale
Con l'Uruguay Under-20 prese parte a due Mondiali di categoria, Malesia 1997 e Nigeria 1999. In entrambe le occasioni fu titolare nella formazione uruguaiana, giocando nella linea difensiva a quattro. Debuttò in Nazionale maggiore il 17 dicembre 1997. Ancora diciottenne, prese parte alla FIFA Confederations Cup 1997, venendo incluso nella lista dei convocati dall'ex CT dell'Under-20 Púa. Nella competizione giocò un solo incontro, quello contro il Sudafrica, disputando tutti i novanta minuti. Dopo aver giocato in Nazionale, però, fino al 2001 non fece più parte della rosa dell'Uruguay. Fu in occasione della Copa América 2001 che Díaz trovò nuovamente spazio nella selezione maggiore; giocò tutte le prime quattro partite, allorché Anchén gli prese il posto nella quinta. Tornò, da subentrato, nella semifinale contro il Messico, sostituendo lo stesso Anchén, e giocò la sua ultima partita con la selezione nella finale per il terzo posto con l'Honduras.

## Palmarès

### Club

#### Competizioni nazionali
- Campionato uruguaiano: 2

Defensor Sporting: Apertura 2008, Clausura 2009
- Copa Artigas: 2

Defensor Sporting: 2000, 2006